# 뉴저지주의 대학 목록
다음은 미국 뉴저지주의 대학 목록이다.

## 대학교

### 공립
- 몽클레어 주립 대학교
- 뉴저지 공과 대학
- 럿거스 대학교
- 윌리엄 패터슨 대학교

### 사립
- 드루 대학교
- 페얼리 디킨슨 대학교
- 프린스턴 대학교
- 시튼 홀 대학교
- 스티븐스 공과대학교

## 독립 종교 학교

### 기독교
- 드루 대학교
- 뉴브런즈윅 신학교
- 프린스턴 신학교

## 파산한 학교
- 웨스트민스터 합창단

## 같이 보기
- 미국의 대학 목록
- 대학 목록